# Dari (Textilie)
Darī (hindi दरी, englisch durrie, dhurrie) ist die Bezeichnung für eine Art von einfachem Webteppich, meist aus Baumwolle oder Wolle, seltener aus Jute, Seide oder Leder, oft auch aus einer Mischung von allem, aus Indien, Pakistan und Myanmar (Burma).

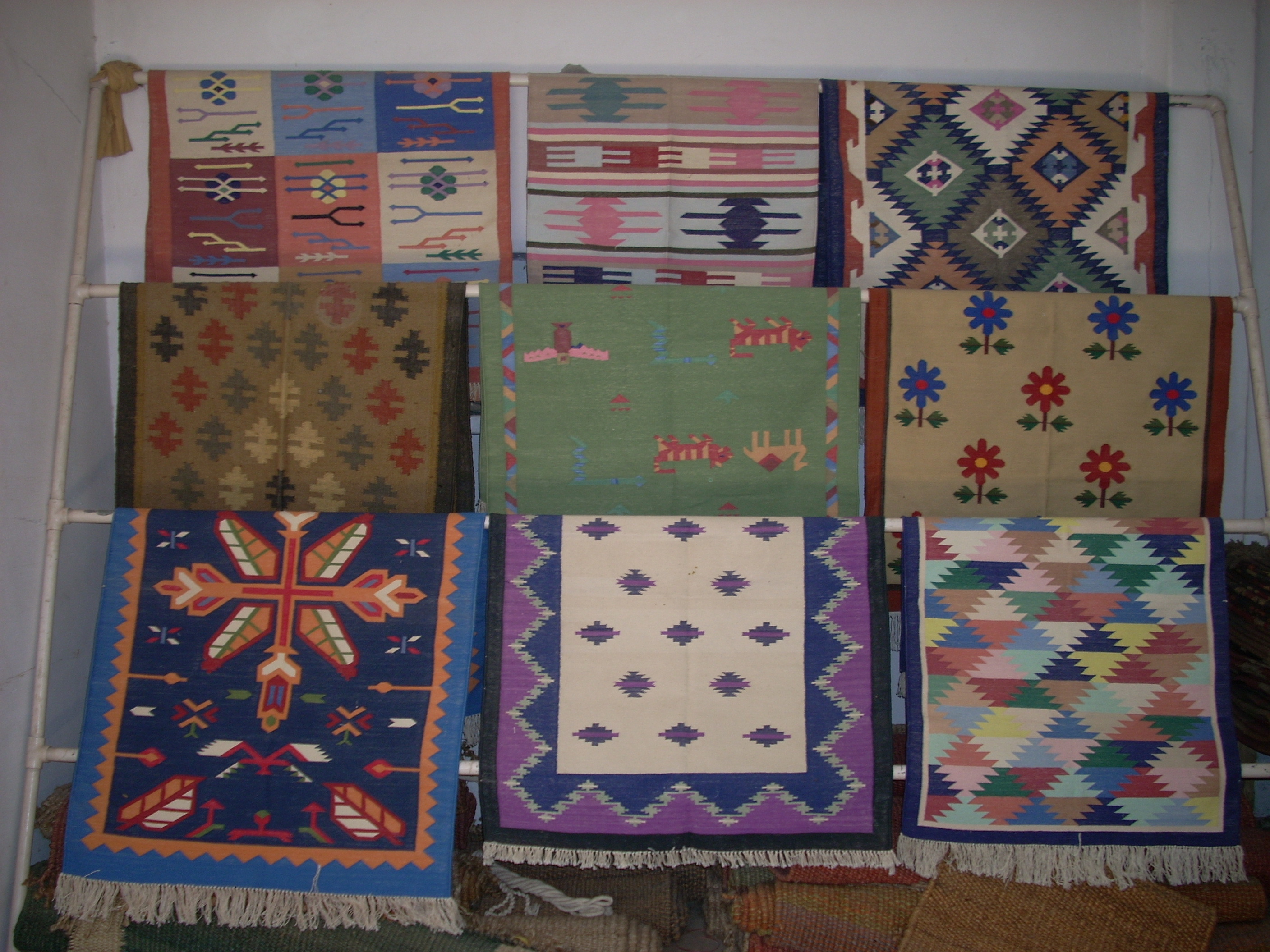
Darīs aus Rajasthan

## Begriff und Geschichte
Schon 1590 und 1683 erwähnen europäische Händler und Reisende eine doriya genannte Webart aus Indien als Handelsgegenstand. Der Begriff wird bei Hobson-Jobson von hindustani ḍoriyā „dünner gestreifter Stoff“ bzw. ḍor, ḍorī „Schnur, Leine“ hergeleitet. Der Darī ist nicht – wie der Teppich – geknüpft, sondern gewebt und hat daher weder eine gesonderte Rückseite noch einen Flor wie dieser. In seiner Größe ist der Darī durch den Handwebrahmen auf kleinere Formate bis zu einer Breite von 24" (61 cm) beschränkt, wurde aber (für Versammlungsräume) auch schon in den Maßen 6 × 6 Meter angefertigt. Traditionell dominieren bei den Mustern Streifen, geometrische Formen und rudimentäre islamische Motive, von den Farben her gelten Indigo-Blau sowie die hellen Töne beige und elfenbeinfarben bis weiß als charakteristisch. Regional werden von tibetisch-chinesischen (Drachen, Wolken) über starkfarbige südindische oder strengere nordindisch-muslimische eine große Breite von traditionellen Motiven hergestellt. Bei modernen Darīs ist die Form- und Farbgestaltung freier.

## Wiederbelebung nach 1947

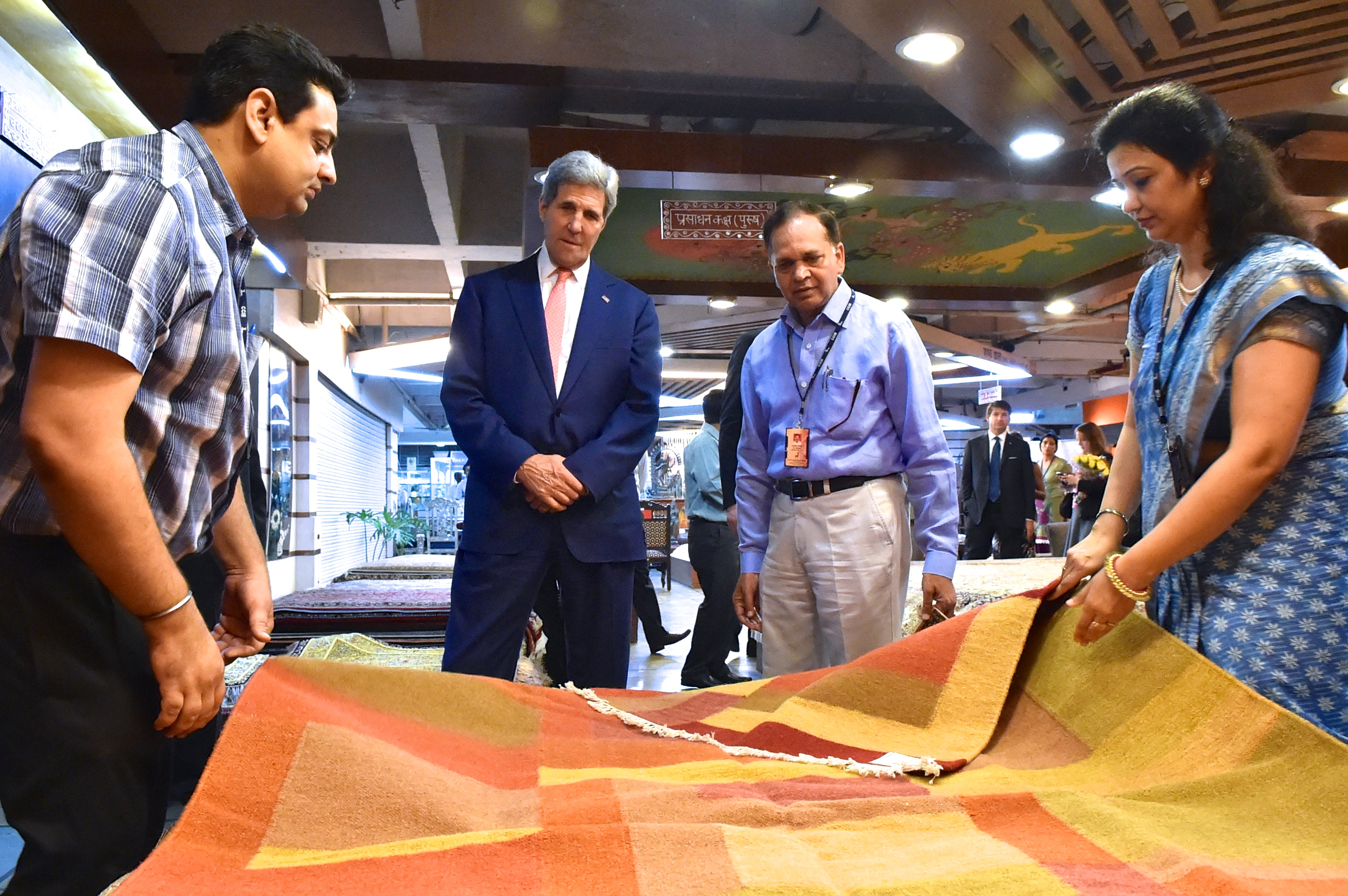
US-Außenminister John Kerry lässt sich 2014 in Delhi Darīs zeigen

In vielen Gegenden Indiens seit langem heimisch, erlebte der bis dahin als schlichte Gebrauchstextilie für Bodenbelag, Matratzenunterlage oder Umverpackung („armer Verwandter des Teppichs“) verwendete Darī seit der Teilung des Subkontinents im Jahr 1947 und der damit verbundenen Bevölkerungsverschiebungen eine Renaissance; Flüchtlinge aus Hyderabad (Sindh) brachten Muster und Techniken mit nach Panipat bei Delhi, dem damaligen Zentrum des Wollhandels und heutigen Metropole der Darī-Herstellung. Während der üppige Wollteppich im Moghul-Stil an Wertschätzung verlor, erfreut sich der Darī seither zunehmender Beliebtheit, nicht zuletzt, weil er preiswert, transportabel, waschbar bzw. leicht zu reinigen, aufgrund seiner Webtechnik auf beiden Seiten auslegbar ist und als resistent gegen Silberfische und Insektenbefall gilt, sondern auch, weil Gestalter wie Shyam Ahuja, Anand Sagar Khera und sein Sohn Madhukar Khera (Darīs seit 1966) oder Neeru Kumar den ehemals rustikalen und nicht farbechten Geweben durch Wiederbelebung der handwerklichen Tradition und moderne Designs zum Durchbruch verhalfen.

## Der Darī heute
Der Trend geht zu dem aus Naturmaterialien gefertigten, handwerklich hochwertigen, auf dem Handwebstuhl gewobenen Darīs. Designer-Darīs gelten heute als schick und erzielen gute Preise, auch als Gebrauchtware (Vintage).

## Belege
1. ↑  „dur-rie \ 'dərē \ n -s a thick cotton cloth or carpet made in India“; Webster's Third New International Dictionary (Merriam-Webster). The English language unabridged. Springfield/Mass. 1961 (ND Köln 1993), S. 621. – „(kleiner, einfach gewebter) Teppich“; Erika Klemm: Wörterbuch Hindi-Deutsch. 4. Auflage, Langenscheidt, Leipzig/Berlin/München u. a. 1997. S. 201; „(Baumwoll-)Teppich m, Läufer m“; Margot Gatzlaff-Hälsig (Hrsg.): Handwörterbuch Hindi-Deutsch. Buske, Hamburg 2002. S. 621. – Zum Verbreitungsgebiet siehe Indinan Dhurrie Rugs
2. ↑  Henry Yule. A.C. Burnell: Hobson-Jobson. The Anglo-Indian dictionary. Nachdruck der 2. Aufl. 1902. Wordsworth, Ware 1996, S. 325 und 706; Verklaringen van termen, verzameld uit de Rijks Geschiedkundige Publicatien die betrekking hebben of de Verenigde Oost-Indische Compagnie. Instituut voor Nederlandse Geschiedenis, Den Haag 2000, S. 40.
3. ↑  Hobson-Jobson, S. 325, s. a. Gatzlaff-Hälsig: Hindi-Deutsch. S. 565.
4. ↑  Durries, india durry, carpet, flooring and rugs, panipat durry, jute fibre. In: indiaprofile.com, abgerufen am 12. Dezember 2017.
5. ↑  Dhurrie rugs | Indian dhurries | Doris Leslie Blau New York In: dorisleslieblau.com, abgerufen am 12. Dezember 2017.
6. ↑  Shyam Ahuja In: shyamahuja.com; Neeru Kumar In: neerukumar.com; Heritage — Bharat Carpet Manufacturers In: bharatcarpet.com, abgerufen am 12. Dezember 2017.